# Weihnachtsgeschichte

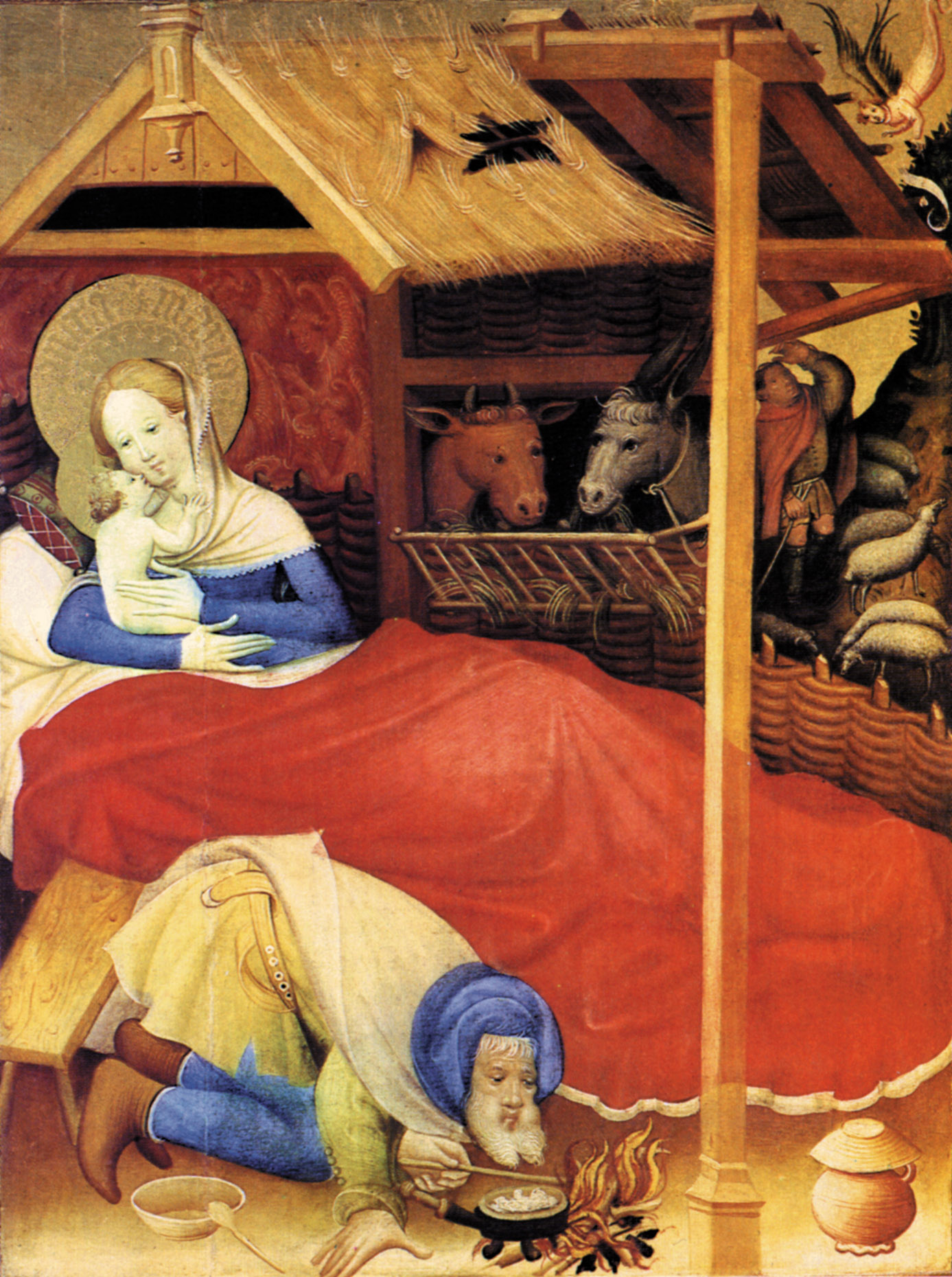
Conrad von Soest: Die Geburt Christi, 1404.

Als Weihnachtsgeschichte bezeichnet man die Erzählungen im Neuen Testament (NT) zur Geburt Jesu von Nazaret. Im engeren Sinn ist damit der Textabschnitt Lk 2,1–20  gemeint, der traditionell im christlichen Weihnachtsgottesdienst verlesen wird. Im weiteren Sinn sind alle Texte zur Kindheitsgeschichte oder Vorgeschichte Jesu im Evangelium nach Matthäus und im Evangelium nach Lukas gemeint. Diese Geschichten werden im Christentum und darüber hinaus vielfältig rezipiert und dargestellt, etwa in Krippenbildern, Krippenspielen, Weihnachtskrippen und Weihnachtsfilmen. Eine einheitliche Weihnachtsgeschichte entstand erst aus der Zusammenführung, Harmonisierung und Deutung der unterschiedlichen biblischen Textmotive.
Die Weihnachtsgeschichte lässt sich auch als Geburtserzählung oder Geburtsgeschichte bezeichnen, da das Wort Weihnachten in den Evangelien nicht vorkommt. Erst in späteren Jahrhunderten wurde Weihnachten als Fest erfunden. Geburtserzählungen finden sich bereits im Alten Testament, beispielsweise die über Ismael. Sie enden mit der Information, dass der Junge beschnitten wurde und welchen Namen er erhalten hat.